# Айкунья
Айкунья (исп. Aicuña) — муниципалитет на северо-западе Аргентины. Входит в состав провинции Ла-Риоха, в департамент Коронель-Фелипе-Варела. По состоянию на 2001 год население Айкуньи составляет 221 человек, что по сравнению с 1991 годом выше на 26 человек (12,7 %). Мэр — Анхель Николас Паэс.
Среди жителей этого небольшого населённого пункта большой процент носителей альбинизма, один из самых высоких в Аргентине.